# Voglia di ballare
Voglia di ballare (Girls Just Want to Have Fun) è un film del 1985, diretto da Alan Metter ed interpretato da Sarah Jessica Parker e Helen Hunt.

## Trama
Janey Glenn si trasferisce con il padre a Chicago, città in cui si svolge il suo programma preferito: Dance TV. Si iscrive ad una nuova scuola cattolica, e qui conosce Lynne Stone un'altra appassionata di danza. Le due diventano subito amiche, ed insieme decidono di partecipare alle audizioni del programma, ma il padre di Janey glielo impedisce, così la ragazza si limita ad accompagnare l'amica.

## Colonna sonora
La colonna sonora del film è stata distribuita nel 1985 in vinile e musicassetta.
1. (Come On) Shout (Alexandra Louise Brown, Marti Sharron, Gary Skardina)
2. On the Loose (Chris Farren, Glenn Frey, Jack Tempchin)
3. I Can Fly (Duncan Pain, Mark Holding, Don Grady, Laurie Riley)
4. Dancing in Heaven (Orbital Be-Bop) (Martin Page, Brian Fairweather)
5. Girls Just Want to Have Fun (Deborah Galli, Tami Holbrook, and Meredith Marshall)
6. Dancing in the Street (Marvin Gaye, William Stevenson, Ivory Joe Hunter)
7. Too Cruel (Amy Hart, Tim Tobias)
8. Technique (Jay Levy, Jack Conrad)
9. Wake Up the Neighborhood (Tom Holland, Joey Cetner, Mike Batio)